# Shiogama
Shiogama (塩竈市, Shiogama-shi) est une ville située dans la préfecture de Miyagi, au Japon.

## Toponymie
Le toponyme « Shiogama » (塩竈) signifie « chaudron de sel », en référence à un rituel shintō où l'on extrait du sel de l'eau de mer ; ce rituel est encore pratiqué chaque année en juin, au sanctuaire Okama.

## Géographie

### Situation
Shiogama est située dans le nord-est de la préfecture de Miyagi, au bord de l'océan Pacifique.

### Démographie
Lors du recensement national de 2010, la population de Shiogama était de 56 650 habitants, répartis sur une superficie de 17,86 km2. En octobre 2022, elle était estimée à 52 601 habitants.

### Climat
La ville a un climat humide caractérisé par des étés doux et des hivers froids. La température annuelle moyenne à Shiogama est de 11,8 °C. La pluviométrie annuelle moyenne est de 1 175 mm, septembre étant le mois le plus humide.

## Histoire
Le 1er avril 1889, le bourg de Shiogama est fondé. Le 1er septembre 1938, des parties de Tagajō et Shichigahama sont intégrées à Shiogama.
Le 23 novembre 1941, Shiogama devient la 187e ville du Japon et la 3e de la préfecture de Miyagi.
Le 1er décembre 1949, le village de Gyūchi a été intégré à Shiogama puis, le 1er avril 1950, c'est au tour du village d'Urato.
La ville a été touchée par le tsunami consécutif au séisme de 2011 de la côte Pacifique du Tōhoku.

## Culture locale et patrimoine
- Shiogama-jinja, célèbre sanctuaire shinto.

## Transports
La ville est desservie par les lignes Tōhoku et Senseki de la JR East.

## Personnalités liées à la municipalité
- Masao Maruyama (né en 1941), 	producteur ;
- Makoto Nakahara (né en 1947), joueur professionnel de shōgi.